# Кришталева ніч
«Кришталева ніч» (нім. Kristallnacht та нім. Reichskristallnacht — «ніч битого скла») — назва першої, цілеспрямованої та керованої нацистською державною владою Третього Рейху масової акції прямого фізичного насильства та терору щодо євреїв на території Німеччини, що відбулася в ніч з 9 на 10 листопада 1938 року. Ці події також називають нім. Novemberpogrome 1938 — листопадові погроми 1938 року.
В період з 7 по 13 листопада 1938 року було вбито або доведено до самогубства близько 400 людей. Було зруйновано понад 1400 синагог, молитовних кімнат, інших місць для відправлення служби, а також тисячі крамниць, помешкань, єврейських кладовищ. Станом на 10 листопада близько 30 тисяч євреїв були поміщені до концентраційних таборів, з них сотні були вбиті або загинули через нестерпні умови.
Погроми позначили перехід від дискримінації німецьких євреїв, яка розпочалась в 1933 році, до політики систематичного переслідування, яка переросла у Голокост європейських євреїв на захоплених нацистами територіях.

## Передісторія
Формальним приводом для акції став замах в Парижі з боку 17-річного єврейського підлітка, сина польських репатріантів Гершеля Грюншпана на життя німецького дипломата. Бажаючи помститися за приниження своєї сім'ї, висланої з Німеччини, Грюншпан придбав пістолет і, безперешкодно проникнувши на територію посольства, вистрілив в третього секретаря барона Ернста фон Рата. Смерть співробітника посольства, який раптом став національним героєм, послужила сигналом до хвилі антисемітської пропаганди. 7 листопада в екстреному випуску нацистської газети «Фолькешер Беобахтер» був кинутий заклик до погрому: 
«Німецький народ зробив необхідні висновки з вашого злочину. Він не буде терпіти нестерпну ситуацію. Сотні тисяч євреїв контролюють цілі сектори в німецькій економіці, радіють в своїх синагогах, в той час як їхні одноплемінники в інших державах закликають до війни проти Німеччини і вбивають наших дипломатів.»
Погроми листопада 1938 року стали ознакою того, що державний антисемітизм перетворився на смертельну загрозу для євреїв у всьому Третьому Рейху. Попри спроби нацистської пропаганди довести протилежне, вони не були ніяким «спонтанним проявом праведного гніву» через вбивство німецького дипломата євреєм. Натомість, вони мали сприяти втіленню політики «аріїзації», яка розпочалась навесні 1938 року, прискорити експропріацію у євреїв власності та підприємств, які було заплановано скерувати на фінансування переозброєння Німеччини. Обраний для здійснення погромів час був тісно пов'язаний з військовою політикою Гітлера (див. Економіка Третього Райху).

### Військова політика Третього Рейху та ставлення до євреїв

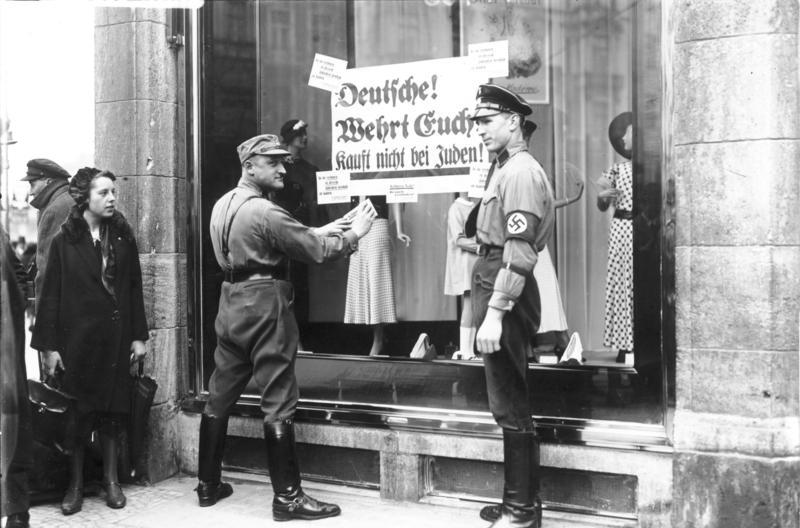
Чоловіки в одностроях SA розклеюють плакати із закликом до бойкоту єврейських крамниць, 1 квітня 1933 року

Випадки насильства проти євреїв траплялись і до захоплення влади нацистами. В часи гіперінфляції 1923 року в амбарному районі Берліна стались заворушення з антисемітським забарвленням. 1931 року тогочасний лідер СА, а згодом і директор поліції Вольф-Генріх фон Гелльдорф організував антисемітські погроми в Берліні. Відразу після захоплення влади 11 березня 1933 року «Універмаг шторм» в Брауншвейгу і національний єврейський бойкот 1 квітня 1933 З професійним закон про цивільну службу та Закону про допуск до професії юриста, обидва з яких набули чинності 7 квітня 1933, втрачені в 1933 році, близько 37 000 євреїв їх професійний існування в Німеччині.
Тоді тиск на євреїв дещо вщух. Аби не завдати економіці рейху великої шкоди, єврейські підприємства не піддавали прямій дискримінації. В березні 1935 року, проте, Юліус Штрайхер розпочав нове полювання на відьм проти євреїв для підготовки громадської думки до початку расової сегрегації. Сегрегація була легалізована Нюрнберзькими законами у вересні. Хоча кількість заявок на еміграцію євреїв і не зросла; проте багато євреїв поступились тиску та були вимушені або продати власні підприємства за заниженою ціною, або ж піти з керівних посад. Вигоду, в основному, отримали кредитні установи, такі як Дойче банк та Дрезднер банк.
В 1937 році політика перейшла від поступового вичавлювання євреїв з економічної діяльності до примусового позбавлення майна державою. У січні «Рейхсфюрер СС» Генріх Гіммлер вперше публічно закликав до очищення Німеччини від євреїв (нім. Entjudung Deutschlands), що також було одним з елементів програми 25 кроків НСДАП 1920 року. Найліпший спосіб її досягнення — мобілізація «суспільного обурення» та масові заворушення. Жовтневий номер «бойового листка» СС, Das Schwarze Korps, зосередив увагу на нібито неослабній владі євреїв у торгівлі та промисловості. На думку видання, з цим не можна було миритись: зараз нам геть не потрібні єврейські підприємства.
Міністр економіки Ялмар Шахт неодноразово протестував проти організованих Штрайхером бойкотів, оскільки вони заважали торгівлі, стабільності цін і курсів валют, валютних надходжень і, нарешті ставили під загрозу переозброєння Німеччини. 27 листопада 1937 року він був звільнений. Невдовзі Штрайхер організував різдвяний бойкот єврейських крамниць, а наступник Шахта, Герман Герінг перетворив Міністерство економіки на «виконавчий орган для втілення Чотирирічного плану» з переозброєння країни.
На початок 1938 року офіційний дефіцит державного бюджету склав 2 мільярди рейхсмарок. Боргове навантаження сягнуло межі. Співробітник імперського Міністерства фінансів Вальтер Байрхофер висловив занепокоєння можливим банкрутством Рейху, через неспроможність профінансувати векселя «МЕФО» для програми переозброєння за 1938 рік. Це могло поставити під загрозу підготовку до війни, яка саме була пришвидшена. 4 лютого 1938 року Гітлер звільнив із займаних посад Рейхсміністра у військових справах Вернера фон Бломберга та головнокомандувача армією Вернера фон Фріча, та взяв командування Вермахтом на себе. 12 березня він наказав армії увійти до Австрії.

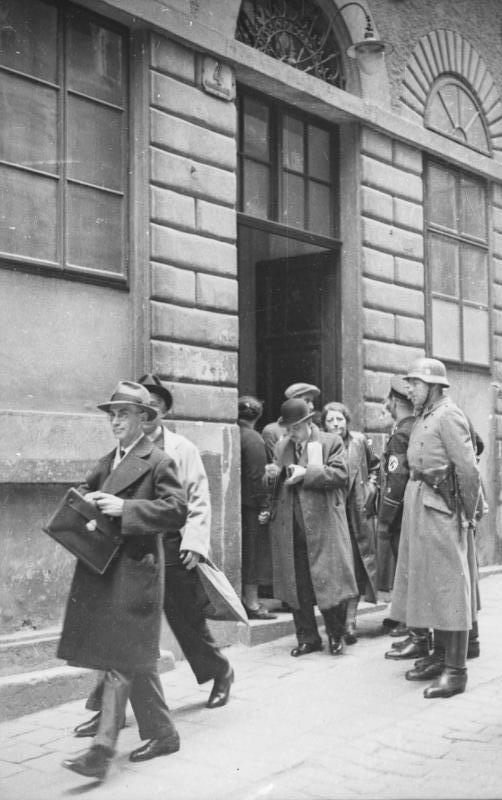
Рейд на єврейську громаду Відня, березень 1938 року

Після аншлюсу Австрії єврейське населення Великої Німецької імперії зросло на 192 тис., з 350 тис., до 542 тисяч. У Відні, де євреї становили 9 % населення, заворушення тривали тиждень. Бійці ударних загонів SA викидали євреїв із власних крамниць, підприємств, помешкань. Командири середньої ланки НСДАП захопили керівництво конфіскованих підприємств. Вони вважали це «компенсацією» за пережиті злидні, а також сподівались випередити заможні німецькі концерни. Для припинення «диких експропріацій» «рейхскомісар» Йозеф Бюркель 13 квітня наказав новим власникам зареєструвати свої активи у встановленому законом порядку.
26 квітня 1938 Герінг видав наказ, згідно з яким спочатку до 30 червня, згодом перенесено на 31 липня, євреї мали задекларувати у податковій інспекції всі активи, якщо їхня сумарна вартість перевищувала 5000 рейхсмарок. Сукупна вартість задекларованих активів сягнула 8,5 млрд, рейхсмарок, з них вартість ліквідних паперів склала 4,8 млрд рейхсмарок. Нацистський режим планував обміняти їх на державні облігації для продажу за валюту за кордоном. За отримані таким чином кошти мав бути скорочений дефіцит бюджету та оплачене переселення жертв грабунку за кордон.
Сусідні держави, з остраху перед потоками біженців, намагались цьому завадити. На міжнародній конференції в Евіані (Франція) в липні 1938 року, жодна з 32 країн-учасниць не погодилась прийняти до себе євреїв, над якими зависла загроза. Швейцарія, до якої втекло багато австрійських євреїв, виступила з численними протестами проти «єврейщення» та пригрозила запровадженням візового режиму. Тоді ж нацистський режим позбавив німецьких євреїв закордонних паспортів та видав, натомість, спеціальні посвідчення з позначкою єврея (так званий «юденштемпель»). Також християнсько-соціалістичний уряд Люксембургу наказав перекрити кордони та встановити жорсткий контроль на пунктах пропуску. Адольф Ейхман, за наказом Рейнхарда Гейдріха, в серпні відкрив у Відні перший центральний офіс для єврейської еміграції. Розпочалась масова еміграція, з першою хвилею Імперію полишили близько 54 тис. євреїв.
29 вересня Мюнхенська угода визнала німецьку анексію «Судетської області» Чехословаччини, чого Гітлер прагнув із травня. Здавалось, що поступки Чемберлена агресивній політиці Гітлера в черговий раз відвернули війну. Але вже 21 жовтня Гітлер наказав «розбити решту Чехословаччини», який був виконаний 14/15 березня 1939 року. Проте, вже наприкінці осені 1938 року режим вже достатньо зміцнився, аби витримати політичні та економічні наслідки прискореної у кілька разів конфіскації підприємств та власності у євреїв.
14 жовтня, Герінг оголосив в Імперському Міністерству авіації про початок масштабної програми з переозброєння. Її виконання було ускладнене великим розміром дефіциту державного бюджету та перевантаженням виробничих потужностей. Приватні підприємства мали допомагати з його втіленням, інакше довелось би перейти до планової економіки. Відтепер процес «арійщення» перебував під суворим контролем держави, аби уникнути анархії, спричиненої самодіяльністю партійних функціонерів в Австрії.

### Вбивство як привід

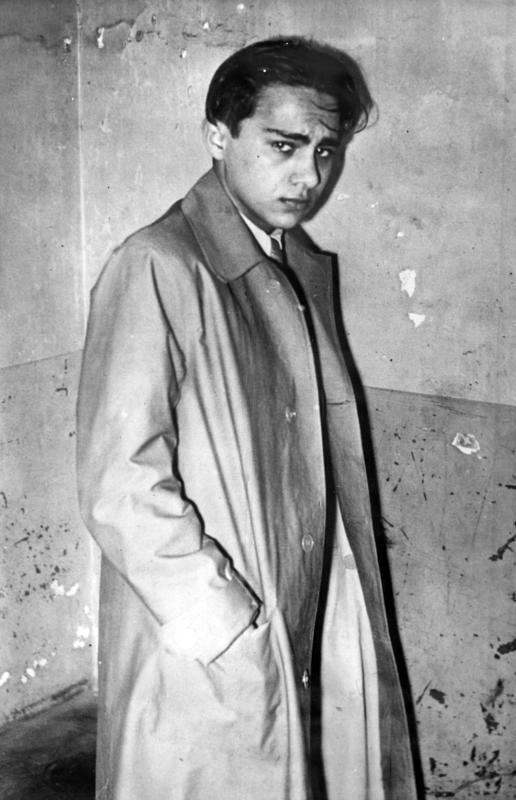
Гершель Гриншпан після арешту в Парижі, 8 листопада 1938

Гершель Гриншпан, польський єврей, що мешкав тоді в Парижі, дізнається 3 листопада про насильницьку депортацію його родини до Бентчена (сучасний Збоншинь в Польщі). Він знаходить пістолет і 7 листопада 1938 року стріляє в німецькому посольстві в секретаря та члена НСДАП Едуарда Ернста фон Рата. 9 листопада той гине від отриманих ран.
Справжні мотиви Гриншпана досі достеменно не відомі. На допиті він заявив, що прагнув «помсти» за страждання своїх батьків під час насильницької депортації. Він хотів застрелити посла, натомість влучив у Рата.
А вже будучи ув'язнений, в 1942 році він заявив, що познайомився зі своєю жертвою в середовищі паризьких гомосексуалів. Це примусило міністра пропаганди Йозефа Геббельса відкласти судовий розгляд справи, який він збирався перетворити на показовий процес, який довів би провідну роль «світового єврейства» в цьому злочині. Нарешті, Гітлер наказав скасувати процес взагалі. Гриншпан, ймовірно, убитий в концтаборі Заксенгаузен.
Нацистська верхівка використала це вбивство як зручний привід для своїх прибічників чинити напади на майно євреїв, а потім і взагалі законодавчо закрити можливості євреям брати участь в економічному житті країни. За тією ж схемою був використаний підпал Рейхстагу в лютому 1933 року, аби наступним наказом Райхспрезидента із захисту народу і держави встановити «Гляйхшальтунг». Натомість, вбивство нацистського партійного функціонера Вільгельма Густлоффа студентом, молодим євреєм Девідом Франкфуртером в лютому 1936, залишилось без істотних наслідків, оскільки напередодні майбутніх літніх Олімпійських ігор режим дбав про свою репутацію серед інших країн.

## Перебіг
Приводом до початку єврейських погромів стало вбивство в Парижі 17-річним польським євреєм Гершелем Грюншпаном 7 листопада 1938 радника німецького посольства Ернста фон Рата. У відповідь на цей акт, за підтримки нацистської влади, в ніч з 9 на 10 листопада в десятках міст Німеччини (включаючи територію Австрії та Судетської області) був організований єврейський погром.

## Результати
За одну ніч, переважно гітлерівською молоддю (гітлер'югенд), були убиті 91 євреїв, сотні поранено та скалічено, тисячі піддалися приниженням і образам, близько 3,5 тис. арештовано і відправлено до концентраційних таборів Заксенгаузен, Бухенвальд та Дахау. У цю ж ніч були спалені або розгромлені 267 синагог, 7,5 тис. торгових і комерційних підприємств, сотні житлових будинків євреїв. Загальний збиток склав 25 млн рейхсмарок, з яких близько 5 млн припало на розбиті вітрини (звідси друга назва у традиційному перекладі «Кришталевої ночі» — «Ніч розбитих вітрин».)

## Ініціатори
Наказ про загальний єврейський погром був відданий особисто Гітлером, при організаційній участі Геббельса, Гейдріха та Гіммлера. Є думка , що Геббельс та Гіммлер організували цей погром без відома Гітлера, і він, дізнавшись про це, був незадоволений. Проте імперський керівник преси Отто Дітріх спростовує цю версію, стверджуючи, що саме Гітлер був ініціатором «кришталевої ночі». Крім того, Хайнц Хене у своїй книзі «Чорний орден СС» стверджує, що «Кришталева ніч» стала для Гіммлера і Гейдріха повною несподіванкою.

## Назва
Первісно акція не мала вищезгаданої назви. Назва «Кришталева ніч» з'явилася значно пізніше. Нацистська пропаганда того часу доповідала про «Єврейську акцію», «Листопадову акцію», «Зондеракцію» та ін.[джерело?] Постраждалі від акції звали «Ніч розбитих вітрин», «Тиждень вбивств», «Бартоломеєва ніч» тощо.[джерело?] Безпосередні учасники з СА (штурмові загони) та Гітлерюгенд звали її на кшталт іншої нацистської акції того часу, Рем-путчу — «Ніч довгих ножів».[джерело?]
Походження власне виразу в політичному лексиконі сучасної Німеччини є проблематичним, етично та історично недостатньо обґрунтованим. Вважається, що словосполучення має походження з берлінського фольклору та має дещо евфемічну конотацію, що красивим словом «кришталь» прикриває брудний та кривавий характер злочину. Слово «Kristall» також перекладається з німецької як «скляний уламок».
Більш часто вираз став використовуватись у політичній лексиці після відзначення траурного ювілею з нагоди 50-річчя події у 1988 році. Політичні дебати про обґрунтованість використання саме цього словосполучення для позначення погрому не вщухають в сьогоднішній Німеччині і нині.

## Кришталева ніч у мистецтві
- Події Кришталевої ночі послужили основою концепції альбому Джона Зорна «Kristallnacht» (1993)
- Події Кришталевої ночі послужили створення пісні KristallNacht російської панк рок гурту «Пурген»
- Німецька пауер-метал група Masterplan написала пісню Crystal Night, присвячену подіям цієї ночі.[22]
- Шведська пауер-метал група Sabaton згадує цю подію як «Ніч розбитих вітрин» (Night of broken glasses) у своїй композиції Rise of Evil (про становлення Третього Рейху) і як «Кришталеву ніч 38 року» (Crystal night of 38) у пісні The Final Solution (про Голокост).
- Комікс-видавництвом Marvel випущена міні-серія X-Men-Magneto Testament, перший і другий випуск розповідають про подію погрому.
- Кришталеву ніч згадано у фільмі «Крадійка книжок»[джерело?]